# Mattigtal
Das Mattigtal ist eine von 41 oberösterreichischen Raumeinheiten und liegt im Innviertel.

## Lage

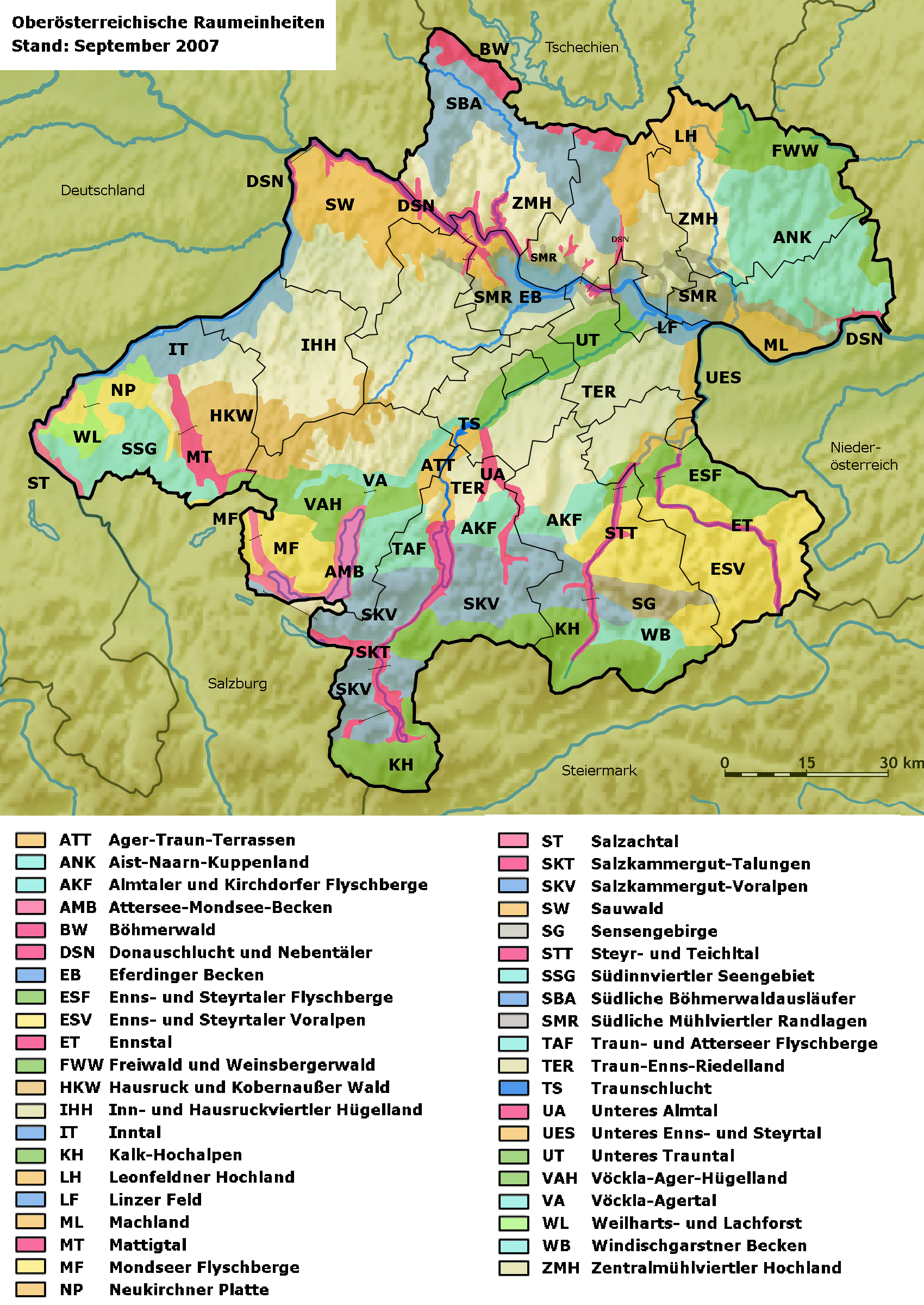
Übersichtskarte der oö. Raumeinheiten

Die Raumeinheit liegt ausschließlich im Bezirk Braunau am Inn und ist nach dem Fluss Mattig benannt.
Die Fläche der Raumeinheit Mattigtal beträgt 91,30 km². Der tiefste Bereich liegt bei rund 400 m ü. A. nördlich von Mauerkirchen. Der höchste Bereich des Gebiets liegt bei Lengau mit rund 530 m ü. A.
Folgenden Gemeindegebiete liegen überwiegend oder gänzlich im Mattigtal (alphabetisch geordnet): Burgkirchen, Helpfau-Uttendorf, Jeging, Mattighofen, Mauerkirchen, Munderfing und Pfaffstätt.
Die Raumeinheit ist von folgenden oberösterreichischen Raumeinheiten umgeben (im Uhrzeigersinn, beginnend im Norden):
Inntal, Inn- und Hausruckviertler Hügelland, Hausruck und Kobernaußerwald, Vöckla-Ager-Hügelland und Südinnviertler Seengebiet.

## Charakteristik
- Nieder- und Hochterrassenflur von Mattig und Schwemmbach mit vielen Nebengerinnen.
- Die Mattig ist in großen Bereichen mäandrierend und weitgehend unverbaut. Viele naturnahe Uferbegleitgehölze existieren insbesondere nördlich von Mattighofen. In den Siedlungsgebieten wurden viele Bereiche reguliert.
- Der Schwemmbach, ehemals künstlich für Holzschwemme angelegt, fließt eher träge.
- Einige Rückhaltebecken bei Teichstätt bergen eine artenreiche Fauna und Flora.
- Der Talraum ist an Kulturlandschaftselementen eher verarmt, nur zwischen Mattighofen und Mauerkirchen gibt es noch eine reichhaltige Kulturlandschaft mit Hecken, Einzelbäume, Alleen und Obstbaumwiesen.
- Größere Waldflächen (Fichtenforste) sind nur südlich von Mattighofen zu finden, ansonsten ist das Gebiet eher waldarm. Ansonsten gibt es Schwarzerlen-Eschenwälder, nur vereinzelt Hybridpappelforste und Buchenwälder. Teilweise sind Reste naturnaher Laubwälder an den Böschungen zwischen Nieder- und Hochterrasse zu finden.
- Es gibt kleine Reste magerer Wiesen an Böschungskanten und vereinzelte Feuchtwiesen. Das Gebiet wird hauptsächlich intensiv landwirtschaftlich genutzt (vorwiegend Ackerbau).
- Es bestehen einige größere Siedlungszentren im Talraum (Mattighofen, Uttendorf, Mauerkirchen etc.) jedoch zeigt sich eine starke Zersiedelungstendenz entlang der Verkehrswege und im Umfeld der Siedlungsgebiete.